# Petrovice (okres Příbram)
Petrovice (německy Petrowitz) jsou obec v okrese Příbram ve Středočeském kraji, asi 12 km jihozápadně od Sedlčan. Žije zde přibližně 1 300 obyvatel.

## Historie

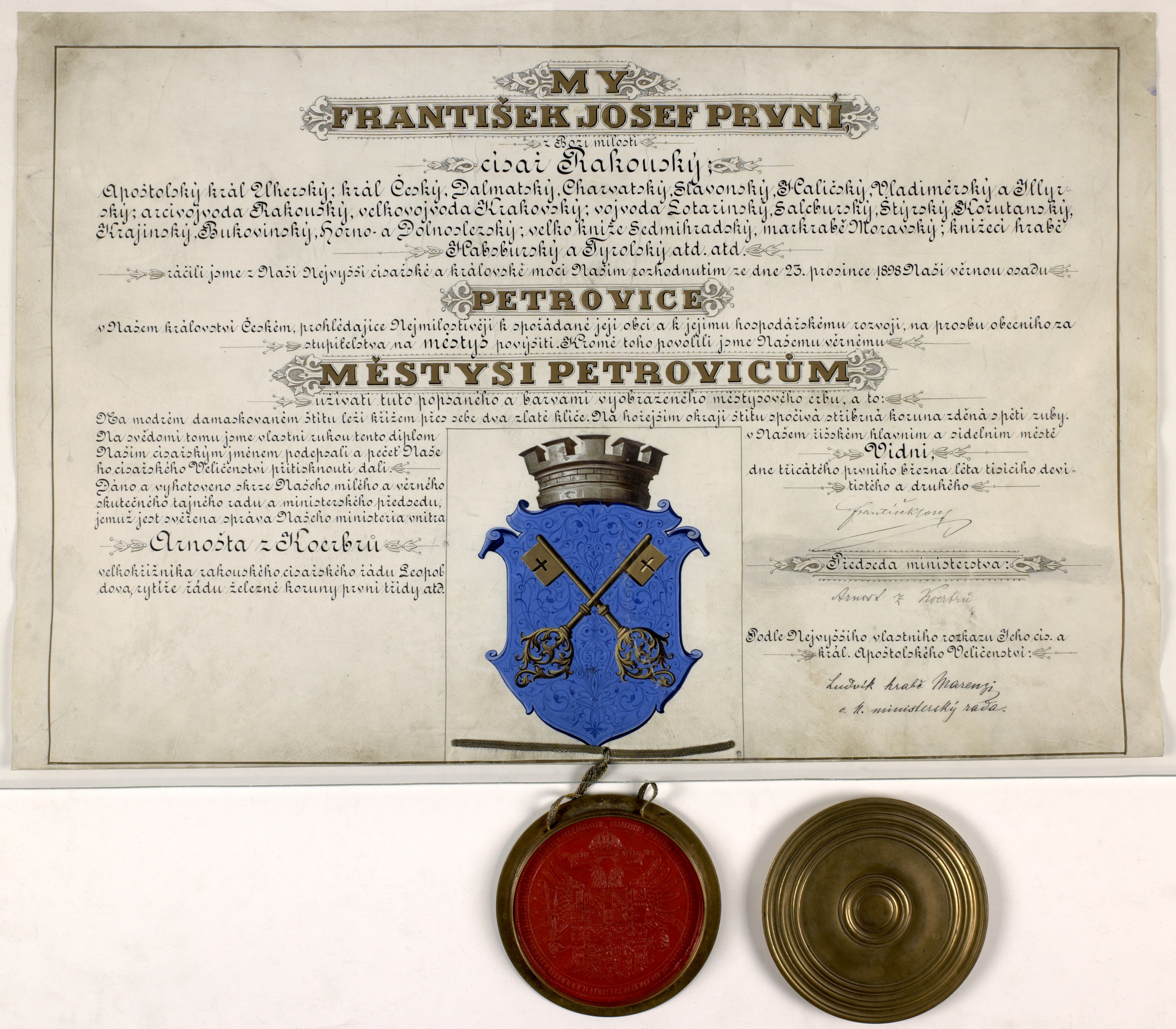
Privilegium Františka Josefa I. o povýšení osady Petrovice na městys, 1902 (SOkA Příbram)

První písemná zmínka o obci pochází z roku 1219. Petrovice jsou připomínány jako sídlo vladyků. Ve 12. století sídlil v Petrovicích vladyka Petr a jeho bratr Obiden. Zkomolením těchto jmen byl pojmenován městys Petrovice a blízká ves Obděnice. Petrovické panství bylo ve vlastnictví rytířů z Doudleb a z Říčan. V 17. století byli vlastníky jezuité z pražské koleje sv. Klimenta až do zrušení jejich řádu. V letech 1680–1681 zemřelo velké množství obyvatel v období velké morové rány. V 19. století byly ve veřejné dražbě Petrovice prodány a koupil je pán Bechyně z Lažan. Po něm pán Fleissner z Ostrovic, dále pak hrabě Jiří Oppersdorf, Adolf Barth, baron Ernst Loczello a nakonec rytíř Vladimír Zhorský ze Zhoře. Poté bylo Petrovické panství díky postupnému rozprodávání pozemků velmi zmenšené.
Škola bývala zprvu od roku 1651 u jezuitů v jejich malé rezidenci. Později byla budova školy postavena 1817 poblíž náměstí. Vzhledem k tomu, že do ní docházely děti i z okolí, tak brzy kapacitně nepostačovala a tak byla třikrát přestavěna. Jako podučitel zde působil Čeněk Habart (1883–1896). Měšťanská škola byla zřízena v roce 1921 a v roce 1935 byla postavena budova měšťanské školy u komunikace z obce směrem na Milevsko. Tato budova přestala sloužit svému účelu po dokončení stavby nové a současné školní budovy, naproti hřbitovu – Petrovice 196.
Římskokatolická farnost Petrovice u Sedlčan byla zřízena v první polovině 14. století. V letech 1409–1413 zde byl farářem Jan Kardinál, bakalář církevního práva, mistr svobodných umění, přítel Jana Husa, v letech 1416–1417 rektor Univerzity Karlovy. Nynější budova fary byla postavena v 18. století. V letech 1834–1838 zde byl působil český spisovatel a národní buditel František Doucha. Dalším významným knězem, který zde působil v letech 1887–1891, byl vyšehradský kanovník Eduard Šittler.

## Obecní správa

### Části obce
- Brod (k. ú. Obděnice)
- Kojetín (k. ú. Kojetín u Petrovic)
- Krchov (k. ú. Petrovice u Sedlčan)
- Kuní (k. ú. Kuní)
- Kuníček (k. ú. Kuní)
- Mašov (k. ú. Mašov)
- Mezihoří (k. ú. Mezihoří u Týnčan)
- Obděnice (k. ú. Obděnice)
- Ohrada (k. ú. Obděnice)
- Porešín (k. ú. Porešín)
- Petrovice (k. ú. Petrovice u Sedlčan)
- Radešice (k. ú. Obděnice)
- Radešín (k. ú. Radešín)
- Skoupý (k. ú. Skoupý)
- Týnčany (k. ú. Týnčany)
- Vilasova Lhota (k. ú. Vilasova Lhota)
- Zahrádka (k. ú. Zahrádka u Petrovic)
- Žemličkova Lhota (k. ú. Žemličkova Lhota)

Součástí obce je také základní sídelní jednotka Kojetín-u Petrovic. K obci patří také Bardův Mlýn, Kolárna, Kuliša, Melena, Ovčín, Petrovický Mlýn, Plícov, Pod Horou, Radášův Mlýn, Rybníček, Sadka, Seník, Svídí, Šumava, U Kalivodů, U Petříčků, V Horách, V Přívalech a Žižkov.
Sousedními obcemi sídla jsou Chyšky, Hrazany, Kovářov, Nechvalice, Počepice, Vysoký Chlumec a Krásná Hora nad Vltavou.
Petrovice jsou bývalý městys.

### Územněsprávní začlenění
Dějiny územněsprávního začleňování zahrnují období od roku 1850 do současnosti. V chronologickém přehledu je uvedena územně administrativní příslušnost obce v roce, kdy ke změně došlo:
- 1850 země česká, kraj České Budějovice, politický okres Votice, soudní okres Sedlčany[7]
- 1855 země česká, kraj Tábor, soudní okres Sedlčany
- 1868 země česká, politický i soudní okres Sedlčany
- 1939 země česká, Oberlandrat Tábor, politický i soudní okres Sedlčany[8]
- 1942 země česká, Oberlandrat Praha, politický i soudní okres Sedlčany[9]
- 1945 země česká, správní i soudní okres Sedlčany[10]
- 1949 Pražský kraj, okres Sedlčany[11]
- 1960 Středočeský kraj, okres Příbram
- 2003 Středočeský kraj, okres Příbram, obec s rozšířenou působností Sedlčany

## Společnost
Již v roce 1865 zde byl zřízen poštovní úřad s telegrafem a s telefonem a v roce 1880 byla zřízena četnická stanice. V roce 1929 byla zahájena poštovní autobusová doprava do Sedlčan.

### Rok 1932

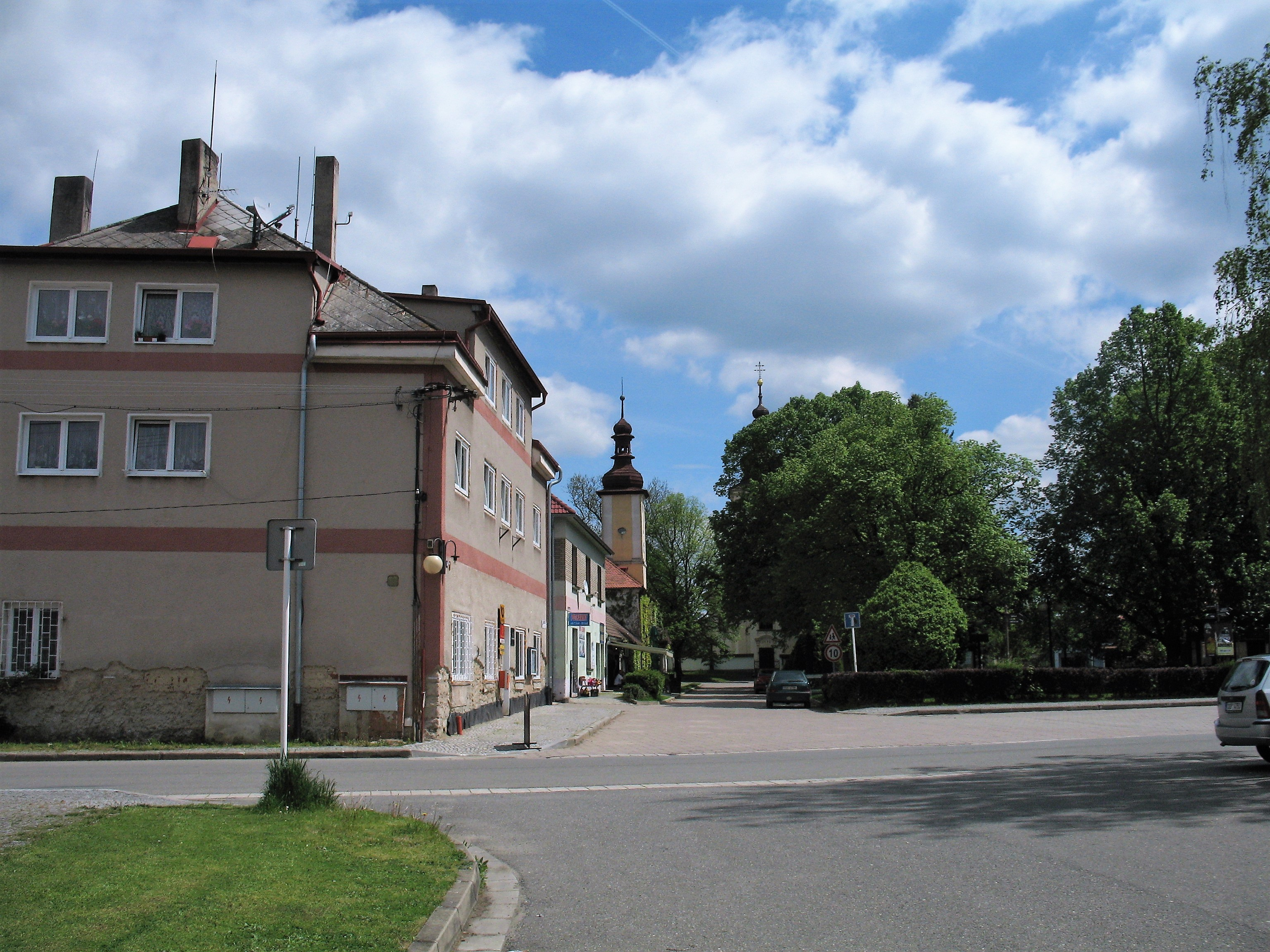
Petrovické náměstí: vlevo pošta, za ní v pozadí je stará jezuitská rezidence a kostel

V obci Petrovice u Sedlčan (přísl. Krchov, Vilasova Lhota, Zahrádka, 854 obyvatel, poštovní úřad, telegrafní úřad, telefonní úřad. četnická stanice, katol. kostel, sbor dobrovolných hasičů) byly v roce 1932 evidovány tyto živnosti a obchody: lékař, bednář, družstvo pro rozvod elektrické energie v Petrovicích u Sedlčan, 2 holiči, 5 hostinců, kapelník, 3 koláři, 3 kováři, 2 krejčí, obchod se surovými kůžemi, lihovar, 5 mlýnů, 4 obuvníci, obchod s obuví Baťa, 2 pekaři, 2 pily, pivovar, pohodný, 3 pokrývači, 2 porodní asistentky, 4 řezníci, sedlář, 8 obchodů se smíšeným zbožím, Okresní hospodářská záložna v Sedlčanech, Spořitelní a záložní spolek, švadlena, 2 trafiky, 2 truhláři, 2 velkostatky, 2 zahradnictví.
V obci Obděnice (přísl. Brod, Radešice, Ohrada, Žemličkova Lhota, 643 obyvatel, katol. kostel, samostatná obec se později stala součástí Petrovic) byly v roce 1932 evidovány tyto živnosti a obchody: 2 hostince, kovář, krejčí, 2 mlýny, 2 obuvníci, pekař, obchod s lahvovým pivem, 3 rolníci, 3 obchody se smíšeným zbožím, Spořitelní a záložní spolek pro Obděnice, 3 trafiky.
Ve vsi Radešín (120 obyvatel, samostatná ves se později stala součástí Petrovic) byly v roce 1932 evidovány tyto živnosti a obchody: hostinec, Kovář, mlýn, obuvník, trafika.
V obci Týnčany (přísl. Mezihoří, Skoupý, 513 obyvatel, samostatná obec se později stala součástí Petrovic) byly v roce 1932 evidovány tyto živnosti a obchody: 3 autodopravci, družstvo pro rozvod elektrické energie v Skoupém, 4 hostince, kolář, 3 kováři, krejčí, 4 mlýny, 2 obuvníci, pila, 19 rolníků, 3 obchody se smíšeným zbožím, 3 trafiky, 2 vápenky.

### Společenské organizace
Sbor dobrovolných hasičů je jeden z nejstarších v kraji. Byl založený už roku 1878.

## Pamětihodnosti
- Zámek
- Kaple
- Viklan Husova kazatelna
- Jezuitské koleje
- Kostel sv. Petra a Pavla
- Vrškámen, přírodní památka v k. ú. obce
- Rozhledna Kuníček
- Křížová cesta (Petrovice)
- Pomník padlým ve světové válce
- Kříže

### Jezuitské koleje
V obci se nachází dvě původně jezuitské koleje ze 17. století. Tyto koleje byly postaveny vedle kostela na náměstí. V roce 1651 se začala stavět první rezidence. Původně se jednalo o skromnou stavbu, která byla později přestavěna na jednopatrovou budovu s barokní věžičkou. Pak roku 1934 byla prodána do soukromého vlastnictví místnímu lékaři. Původní průčelí zůstalo zachováno. Tato rezidence se nazývala stará nebo malá.

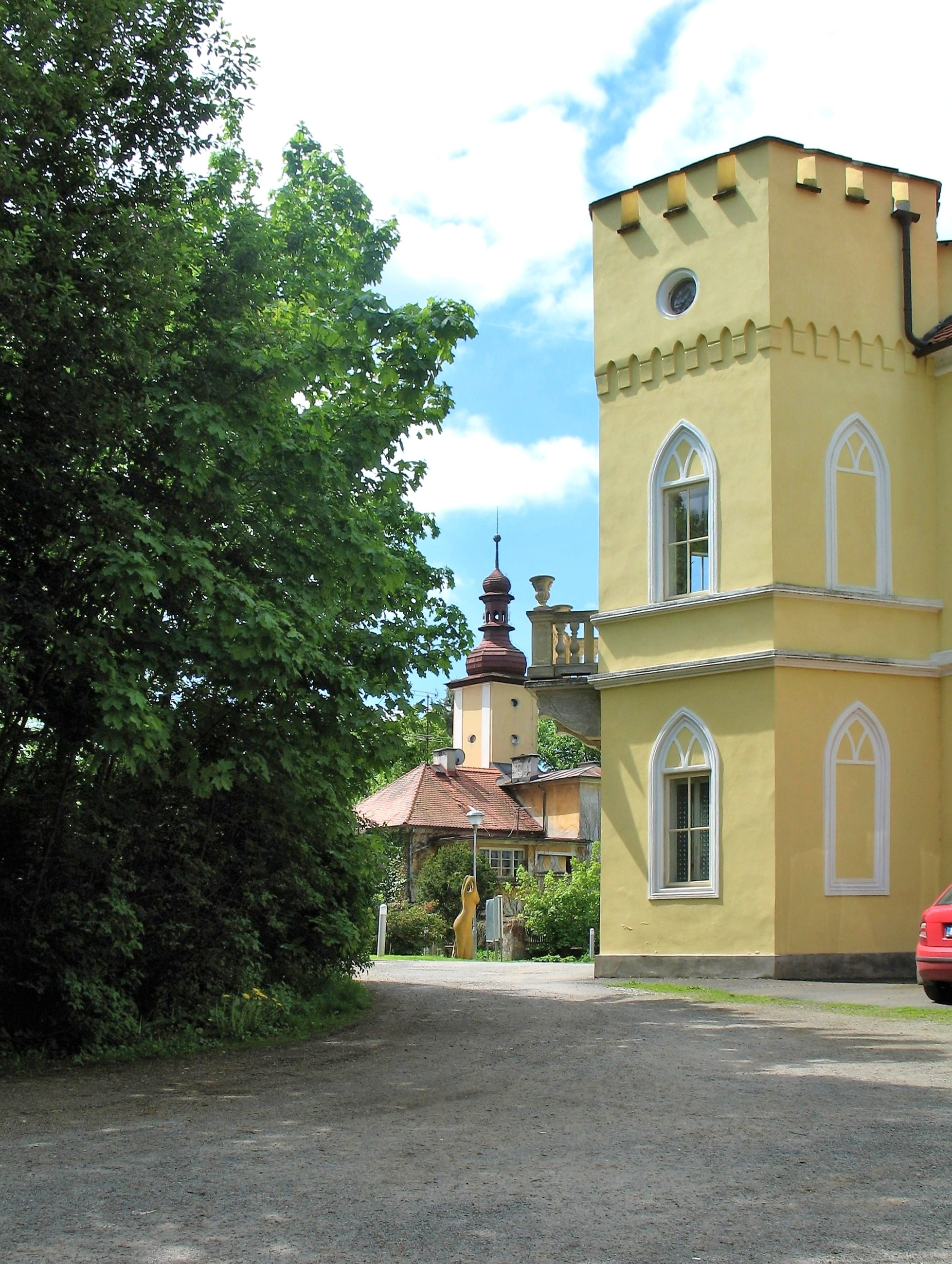
Pohled od zámku k jezuitské rezidenci

### Zámek
Později jezuité poblíž této staré rezidence postavili další jednoduchou budovu, ke které byly v druhé polovině 19. století za barona Zhorského ze Zhoře přistavěny dvě novogotické věže. Zámek je v majetku obce a je zde sídlo obecního úřadu. U zámku se rozkládá udržovaný park v anglickém stylu se stromy, z nichž k nejcennějším patří mimořádně vzrostlé borovice vejmutovky, douglasky, dub červený a několik starých buků.

### Kostel svatého Petra a Pavla
Kostel je dominantou na náměstí. Tento původně gotický kostel je písemně zmiňován už v roce 1350. Gotické prvky lze nalézt v žebroví v presbytáři a na jižní straně na portále. Později v 18. století byl kostel pod jezuitským vlivem barokně přestavěn. Od roku 1666 patřil kostel jezuitům. Věž v průčelí měla původně tři zvony, ale za světové války byly dva roztaveny a na věži zbyl pouze jeden zvon. Nesl název svaté Barbory. Roku 1925 byla uspořádána sbírka na nové zvony. Zvon svatého Petra nese nápis o dárcích a byl ulit v Praze. Zvon svatého Pavla má nápis „Válka vzala – láska dala.“ a také nese podpis tvůrce. Věž byla postavena roku 1777. Roku 1934 při požáru shořel hlavní oltář. Obraz, který byl v kostele a došel také k úhoně při tomto požáru, maloval malíř Šmíd z Bechyně. Oltář vyřezával mistr řezbář na popud kanovníka Šittlera. Podle zachráněných zlomků byla během půl roku zhotovena věrná kopie. Oltář byl znovu vysvěcený v tomtéž roce v červnu. Náklady byly uhrazeny z veřejných sbírek mezi místními občany. U kostela se nachází původní starý hřbitov. Na tomto hřbitově jsou hrobky pánů z Oppersdorfu. Před ohradní zdí u vstupu do kostela se nachází kříž. Druhý hřbitov byl zřízený v roce 1888 na západním konci obce. Zde se nalézá hrobka pánů Zhorských.

### Kaple
Jedná se o kapli postavenou za obcí u komunikace směrem na Krásnou Horu nad Vltavou. Je postavena na místě, kde se pohřbívali mrtví nakažení morem, když už kapacitně nepostačoval hromadný hrob v nedalekém Kuníčku v letech 1680–1681 v období velké morové rány. Kolem roku 1700 byla u Kuníčku na místě morového hřbitova vybudovaná kaplička, která byla zasvěcená svaté Anně a také na místě hřbitova u Petrovic byla později postavená kaple. Další kaple se nalézá u ohradní zdi původního hřbitova u kostela svatého Petra a Pavla.

### Rozhledna Kuníček
Severozápadně od obce se od roku 2003 nalézá rozhledna Kuníček, ocelová telekomunikační věž o výšce 60 m v železobetonovém základu, vyhlídkové plošiny ve výškách 9 a 36 m.

### Křížová cesta
Mezi osadami Kuníček a Kuní se nalézá pozoruhodná kamenná křížová cesta. Tuto zhruba dvoukilometrovou křížovou cestu zhotovil akademický sochař Ivar Kodym z nedaleké obce Jalovčí. Jednotlivá zastavení jsou vytesána do charakteristických místních žulových kamenů. Celá křížová cesta byla dokončena roku 2000 a v tomto roce byla i vysvěcena. Místní obyvatelé se finančně podíleli na této výstavbě.

### Pomník padlým
Pomník padlým v obou světových válkách se nachází na náměstí. Je na něm zpodobněna Čechie. Pomník je dílo sochaře Jaroslava Bardy z nedalekých Hrazánek z roku 1921.

### Socha světce
Naproti kostelu na náměstí se nachází socha svatého Václava.
Další dvě kamenné, proti sobě umístěné, sochy světců na vysokém kamenném podstavci se nachází u komunikace z obce ve směru na Krásnou Horu, před kaplí.

### Kříže
- Kamenný kříž s datací na podstavci 1861 se nachází u komunikace směrem k hřbitovu a u budovy současné školy.
- Litinový kříž na vysokém kamenném dříku se nalézá po levé straně u bočního vchodu do kostela. Kříž má dataci 1854.
- Další kříž, také kamenný, se nachází u druhého vchodu do kostela. Tento kříž má na svém soklu dataci 1872 a je reliéfně zdobený motivem kalicha. V horní části je přes kříž další dřevěný kříž s tímto nápisem: 1924 MISIE 2004.
- Drobný kříž na kamenném podstavci se nachází u komunikace v obci směrem na Milevsko na mostě přes potok Brzinu. Na obdélníkovém štítku, nad hlavou andělíčka má tento nápis: CHVÁLA KRISTU. Na protější straně mostu je umístěná socha.
- Kamenný kříž se nachází na konci obce u komunikace ve směru na Skoupý. Tento kříž má na svém podstavci dataci 1884.
- Další kamenný kříž se nalézá na konci obce, u stejné komunikace, směrem na Milevsko. Tento kříž má dataci 1881. Je také reliéfně zdobený motivem kalicha a kříže.
- Kamenný kříž na konci obce u komunikace ve směru na Krásnou Horu nad Vltavou má na svém podstavci dataci 1844.

## Doprava

### Dopravní síť
Z obce vychází silnice II/118 Nové Dvory – Budyně nad Ohří – Slaný – Kladno – Beroun – Zdice – Příbram – Kamýk nad Vltavou – Krásná Hora nad Vltavou – Petrovice. Obcí dále vede silnice II/105 Jesenice – Jílové u Prahy – Neveklov – Sedlčany – Milevsko – Týn nad Vltavou – Hluboká nad Vltavou – České Budějovice. Do obce dále vedou silnice III. třídy. Železniční trať ani stanice či zastávka na území obce nejsou.

### Autobusová doprava 2024
Autobusovou dopravu v obci Petrovice zajišťují společnosti Arriva Střední Čechy a ČSAD AUTOBUSY České Budějovice. Obec je součástí Pražské integrované dopravy (PID). V obci se nachází zastávka Petrovice. Mezi další zastávky spadající pod obec jsou Petrovice,Kojetín, Petrovice,Krchov, Petrovice,Kuní, Petrovice,Kuníček, Petrovice,Mašov,rozc., Petrovice,Obděnice, Petrovice,Radešice, Petrovice,Radešice,most, Petrovice,Skoupý, Petrovice,Skoupý,mlýn, Petrovice,Skoupý,rozc., Petrovice,Týnčany, Petrovice,Týnčany,rozc., Petrovice,Vilasova Lhota, Petrovice,Zahrádka, Petrovice,Žemličkova Lhota a Petrovice,Žemličkova Lhota,rozc.Obděnice. V místních částech Brod, Mezihoří, Ohrada, Porešín a Radešín se autobusové zastávky nenacházejí. Obec obsluhují čtyři autobusové linky: 450, 500, 549 a 360853. Linka 450 spojuje Dobříš se Sedlčany a Milevskem. V současnosti (2024) je tato linka provozována pouze v úseku Sedlčany – Milevsko kvůli uzavírce komunikace v Davli a u Borotic. Linka 500 propojuje Příbram s Milínem, Raděticemi, Jablonnou, Horními Hbity, Dolními Hbity, Solenicemi, Zduchovicemi, Kamýkem nad Vltavou, Řadovy, Krásnou Horou nad Vltavou a Petrovicemi. Linka 549 spojuje Sedlčany, Vysoký Chlumec, Petrovice, Krásnou Horu nad Vltavou, Milešov a Klučenice. Autobusová linka 360853 propojuje Milevsko, Přeborov, Petrovice a Chrást.

## Turistika
- Cyklistika – Území Petrovicka protínají cyklotrasy č. 8139 Vápenice – Nechvalice – Obděnice – Petrovice, č. 8140 z Petrovic do Milešova, č. 8141 Krásná Hora nad Vltavou – Krašovice – Kuní – Vepice a č. 8143 Petrovice – Skoupý – Nechvalice – Nové Dvory.
- Pěší turistika – Územím obce vedou turistické trasy  Sedlčany – Vysoký Chlumec – Petrovice – Milevsko a  Onen Svět – Krašovice – Mezihoří – Sedlčany,  Zrůbek – Svatý Jan – Červený Mlýn – Husova kazatelna – Obděnice – Chválov – Sedlec-Prčice a  Onen Svět – Předbořice – Petrovice – Obděnice – Kvasejovice – Sedlec-Prčice.
- Naučné stezky – Kolem Petrovic vede naučná stezka  Petrovicko dlouhá 27 km, která nabízí poznání zajímavostí oblasti (stavby, fauna, flora).
- Krajem kamenů – místní Sokol pořádal od šedesátých let dvacátého století turistickou akci, sestávající z několika různě dlouhých tras, nazvanou podle specifika kraje „Krajem kamenů Petrovice“ (se startem i cílem na fotbalovém hřišti).

## Galerie

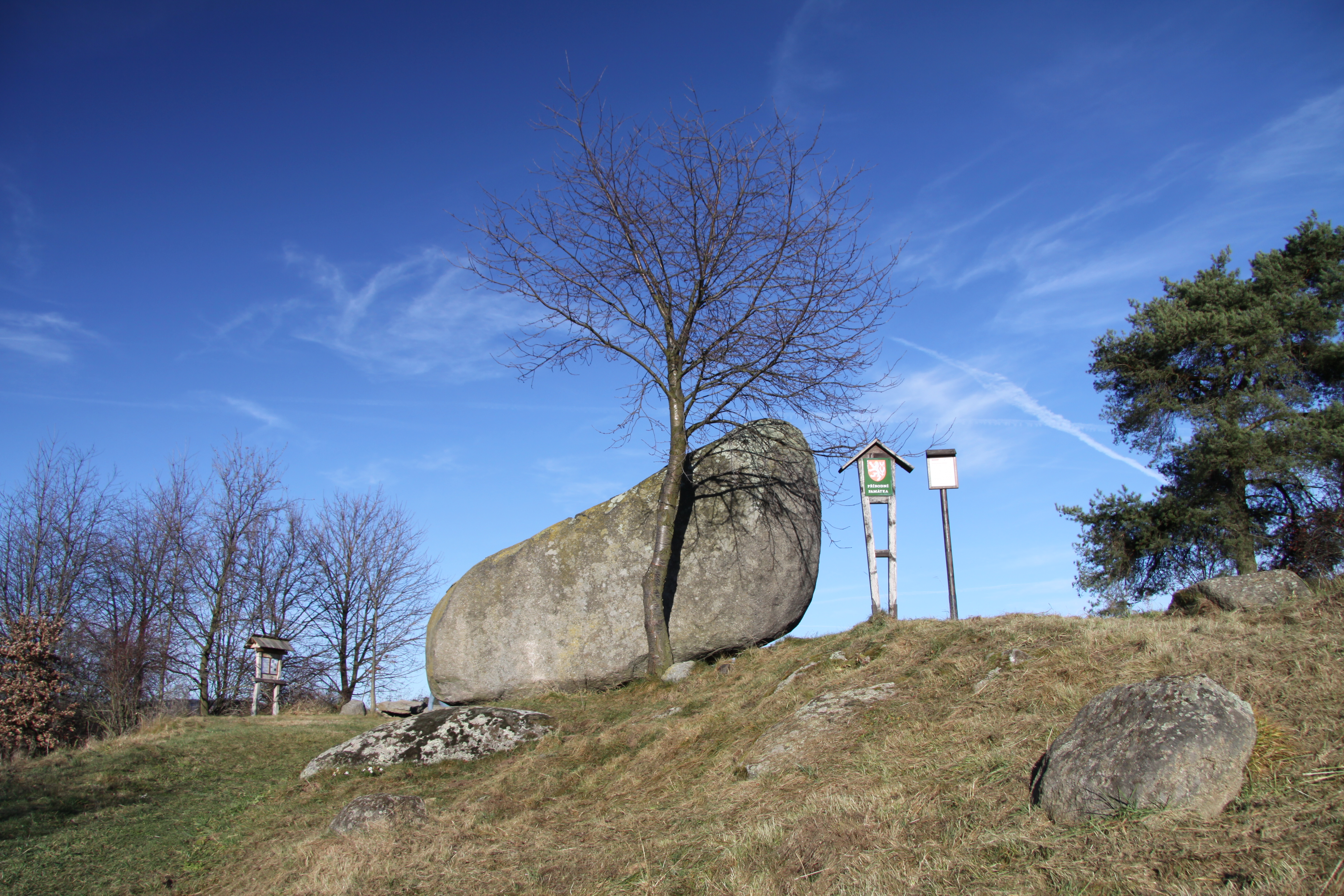
Přírodní památka Vrškámen jihovýchodně od obce
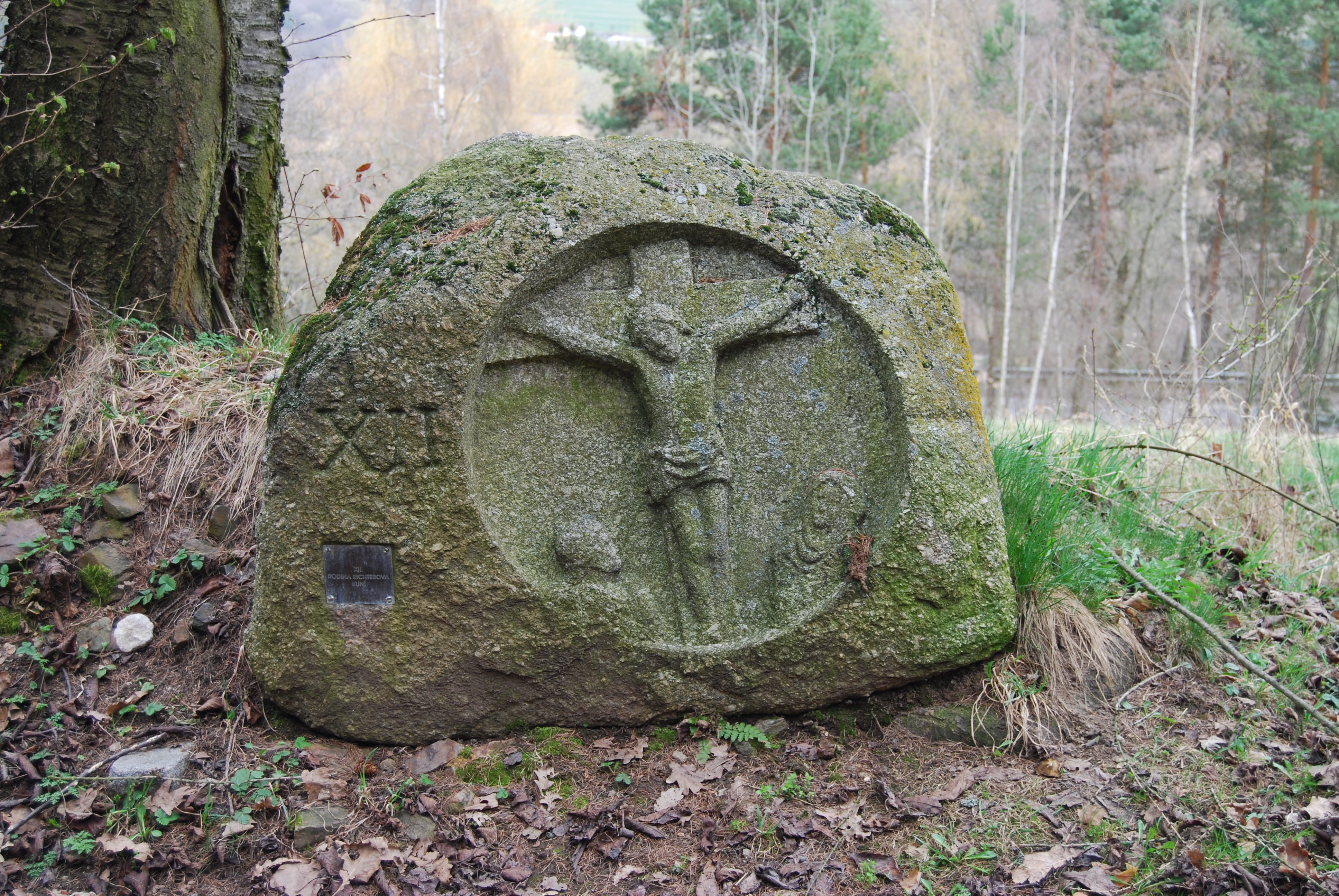
Zastavení křížové cesty na Kuníček (Petrovice)
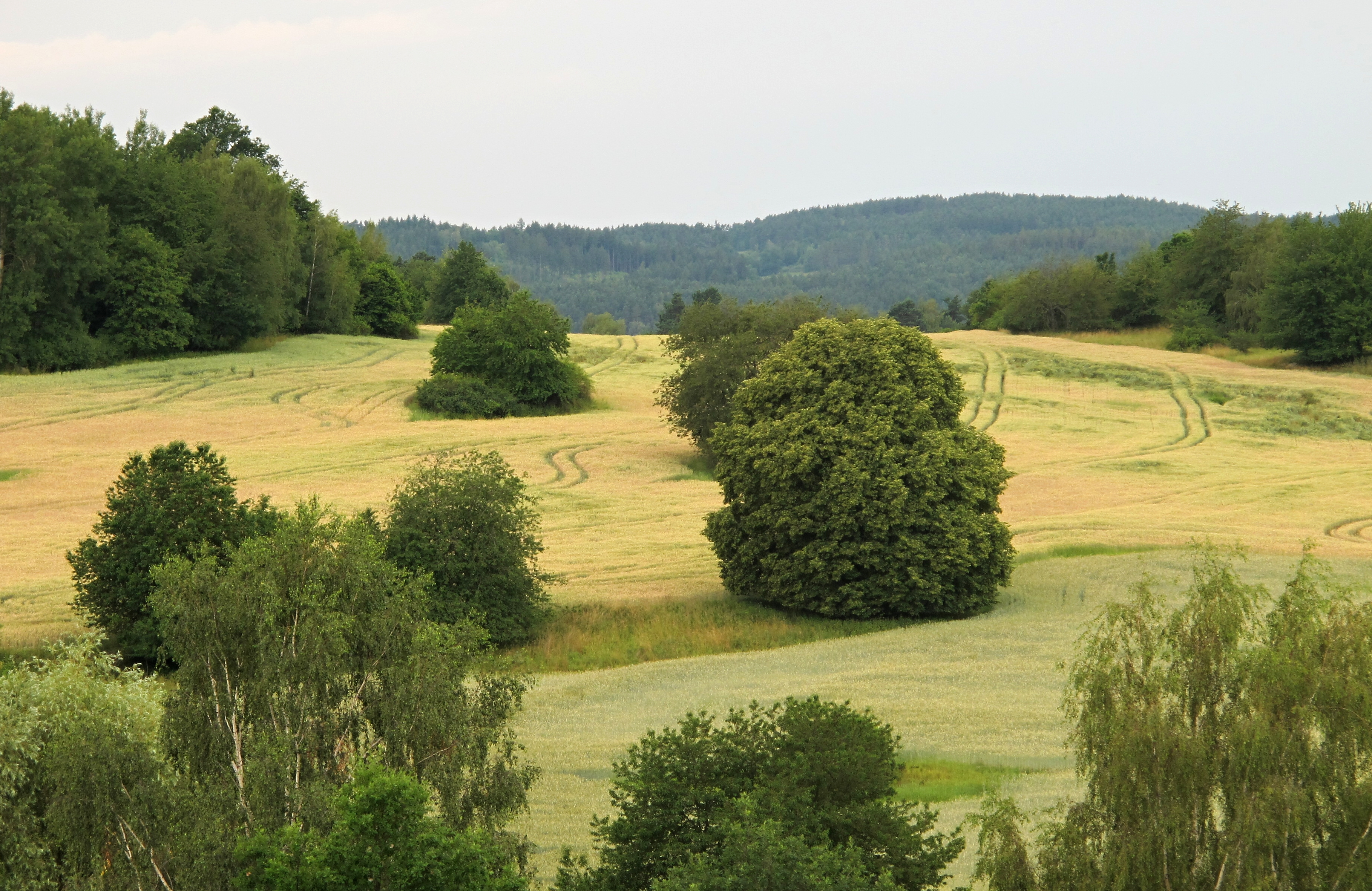
Přírodní park Petrovicko u Obděnic
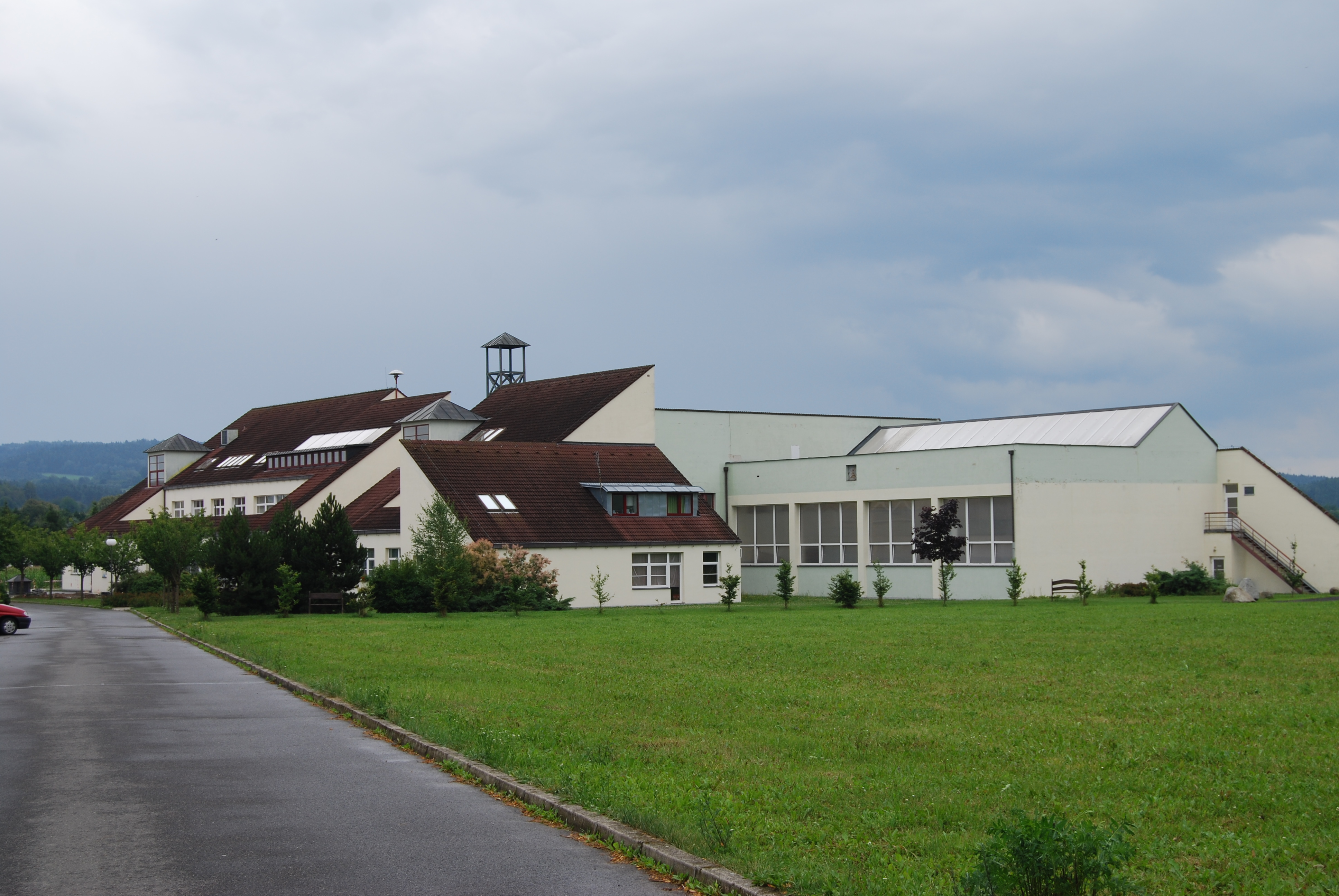
Budova současné školy
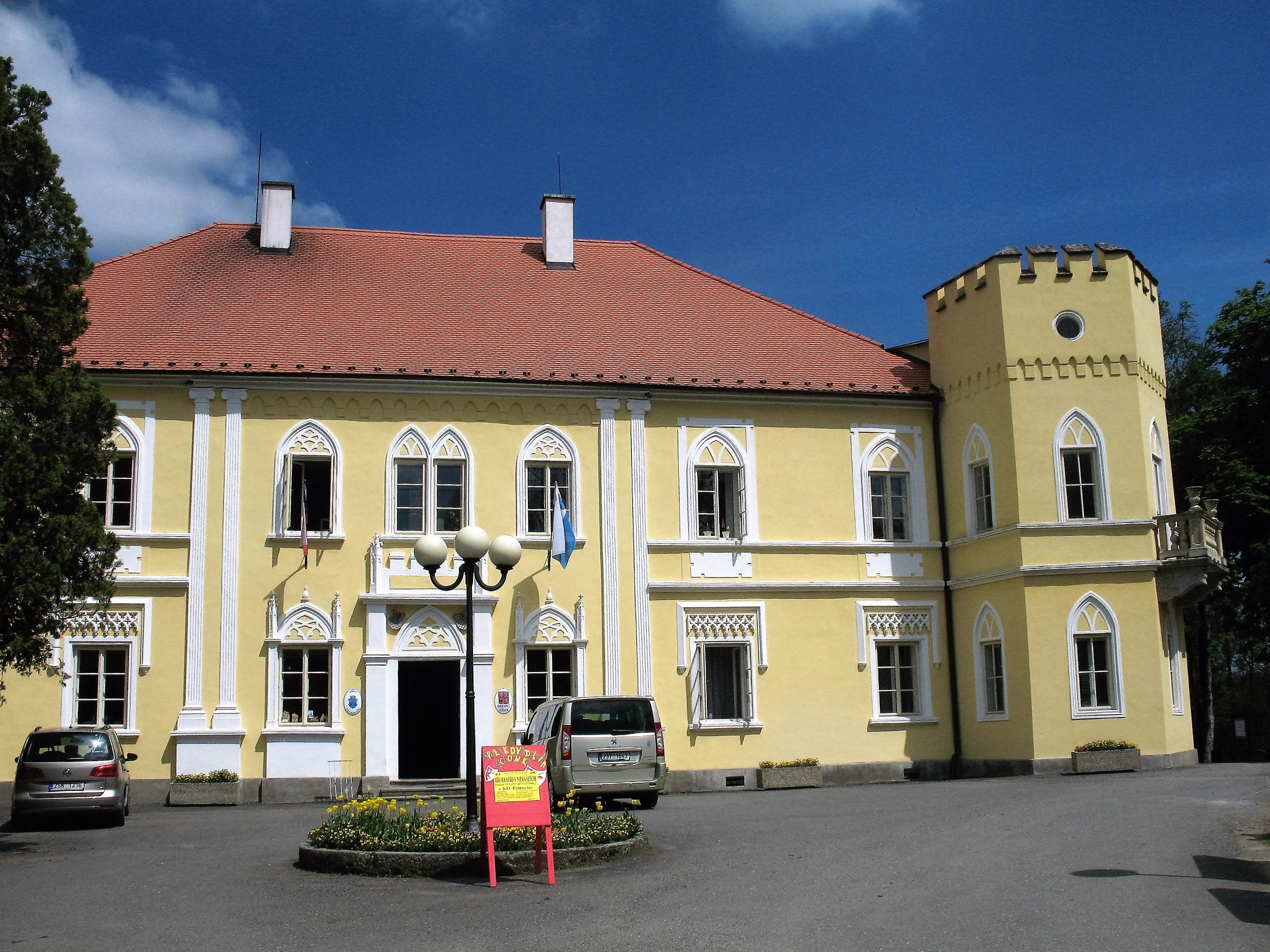
Zámek
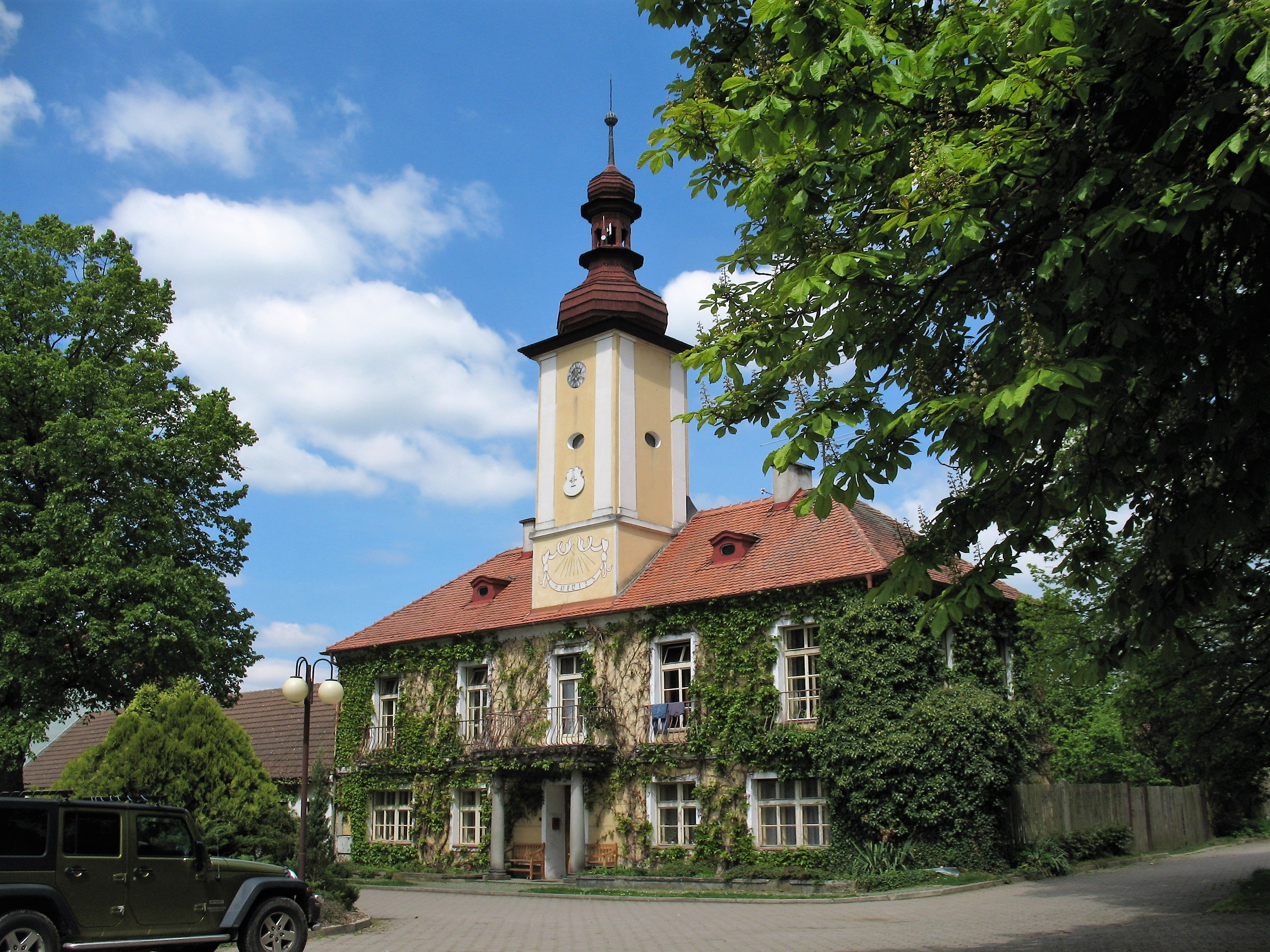
Jezuitská rezidence